# Championnats d'Europe de biathlon 2021
Navigation
2020 2022
Les championnats d'Europe de biathlon 2021, vingt-huitième édition des championnats d'Europe de biathlon, ont lieu du 27 au 31 janvier 2021. Ils se déroulent à Duszniki-Zdrój en Pologne. Ils font partie du second échelon mondial (IBU Cup) et rapportent des points pour le classement de l'IBU Cup 2020-2021.

## Calendrier
| Datum      | Dames | Dames                                   | Hommes                                  | Hommes                                  |
| ---------- | ----- | --------------------------------------- | --------------------------------------- | --------------------------------------- |
| 27 janvier | 10:30 | Individuel (15 km)                      | 14:15                                   | Individuel (20 km)                      |
| 29 janvier | 10:30 | Sprint (7,5 km)                         | 14:00                                   | Sprint (10 km)                          |
| 30 janvier | 10:30 | Poursuite (10 km)                       | 13:00                                   | Poursuite (12,5 km)                     |
| 31 janvier | 10:30 | Relais Mixte simple (6 km F + 7,5 km H) | Relais Mixte simple (6 km F + 7,5 km H) | Relais Mixte simple (6 km F + 7,5 km H) |
| 31 janvier | 13:00 | Relais Mixte (2 × 6 km F + 2 × 6 km H)  | Relais Mixte (2 × 6 km F + 2 × 6 km H)  | Relais Mixte (2 × 6 km F + 2 × 6 km H)  |

## Tableau des médailles
| Rang  | Pays      | Or | Argent | Bronze | Ensemble |
| ----- | --------- | -- | ------ | ------ | -------- |
| 1     | Lettonie  | 2  | 0      | 0      | 2        |
| »     | Pologne   | 2  | 0      | 0      | 2        |
| 3     | Norvège   | 1  | 3      | 3      | 7        |
| 4     | Allemagne | 1  | 1      | 1      | 3        |
| »     | Ukraine   | 1  | 1      | 1      | 3        |
| 6     | Suisse    | 1  | 0      | 0      | 1        |
| 7     | Russie    | 0  | 1      | 3      | 4        |
| 8     | France    | 0  | 1      | 0      | 1        |
| »     | Tchéquie  | 0  | 1      | 0      | 1        |
| Total | Total     | 8  | 8      | 8      | 24       |

| Rang | Athlètes multi-médaillés | Or | Argent | Bronze | Ensemble |
| ---- | ------------------------ | -- | ------ | ------ | -------- |
| 1    | Erlend Bjøntegaard       | 1  | 1      | 0      | 2        |
| 2    | Artem Pryma              | 1  | 0      | 1      | 2        |
| 2    | Åsne Skrede              | 1  | 0      | 1      | 2        |
| 4    | Karoline Erdal           | 0  | 2      | 0      | 2        |
| 5    | Larisa Kuklina           | 0  | 0      | 2      | 2        |

## Résultats et podiums

### Hommes
| Épreuves            | Or                   | Argent             | Bronze           |
| ------------------- | -------------------- | ------------------ | ---------------- |
| Individuel (20 km)  | Andrejs Rastorgujevs | Erlend Bjøntegaard | Endre Strømsheim |
| Sprint (10 km)      | Martin Jäger         | Said Khalili       | Johannes Kühn    |
| Poursuite (12,5 km) | Artem Pryma          | Michal Krčmář      | Håvard Bogetveit |

### Femmes
| Épreuves           | Or             | Argent                | Bronze               |
| ------------------ | -------------- | --------------------- | -------------------- |
| Individuel (15 km) | Monika Hojnisz | Anastasiya Merkushyna | Larisa Kuklina       |
| Sprint (7.5 km)    | Baiba Bendika  | Karoline Erdal        | Anastasia Shevchenko |
| Poursuite (10 km)  | Kamila Żuk     | Karoline Erdal        | Åsne Skrede          |

### Mixte
| Épreuves                          | Or                                                                                            | Argent                                                                             | Bronze                                                                   |
| --------------------------------- | --------------------------------------------------------------------------------------------- | ---------------------------------------------------------------------------------- | ------------------------------------------------------------------------ |
| Relais simple (6 km F + 7,5 km H) | Allemagne - Stefanie Scherer - Justus Strelow                                                 | France - Caroline Colombo - Émilien Claude                                         | Russie - Larisa Kuklina - Evgeniy Garanichev                             |
| Relais (2 × 6 km F + 2 × 6 km H)  | Norvège - Emilie Ågheim Kalkenberg - Åsne Skrede - Erlend Bjøntegaard - Sivert Guttorm Bakken | Allemagne - Vanessa Voigt - Marion Deigentesch - Dominic Schmuck - Philipp Nawrath | Ukraine - Iryna Petrenko - Vita Semerenko - Bogdan Tsymbal - Artem Pryma |